# Oncideres albomaculata
Oncideres albomaculata är en skalbaggsart som beskrevs av Dillon 1946. Oncideres albomaculata ingår i släktet Oncideres och familjen långhorningar. Inga underarter finns listade i Catalogue of Life.